# Bút toán điều chỉnh
Bút toán điều chỉnh là một quá trình điều chỉnh vào cuối mỗi kỳ kế toán cần được thực hiện nhằm bảo đảm xác định và đo lường đầy đủ
doanh thu, chi phí và chuẩn bị cho các tài khoản sẵn sàng cho báo cáo tài chính.

## Mục đích
Quá trình điều chỉnh được thực hiện nhằm hai mục đích:
- Bảo đảm xác định và đo lường đầy đủ doanh thu, chi phí của kỳ (theo nguyên tắc dồn tích và phù hợp)
- Đưa các tài khoản về trạng thái sẵn sàng cho việc lập Báo cáo tài chính

## Các bút toán điều chỉnh cơ bản
- Chi phí trả trước
- Khấu hao tài sản cố định
- Chi phí dồn tích/chi phí phải trả
- Doanh thu dồn tích
- Doanh thu chưa thực hiện

### Chi phí trả trước
- Chi phí trả trước là các khoản đã chi ra trong một kỳ kế toán nhưng ảnh hưởng đến kết quả kinh doanh của nhiều kỳ kế toán sau đó. Điều chỉnh chi phi` trả trước nhằm phân bổ chi phí trả trước vào các kỳ kế toán một cách phù hợp [1]. Các loại thường gặp gồm:
- Tiền thuê mặt bằng trả trước
- Tiền bảo hiểm
- Chi phí quảng cáo trả trước

### Khấu hao tài sản cố định
• Khấu hao là sự phân bổ giá gốc của tài sản cố định vào chi phí . Nó cần được phân bổ một cách có hệ thống trong thời gian sử dụng hữu ích của tài sản. Khấu hao có nhiều phương pháp, phổ biến là khấu hao đường thẳng.

### Chi phí dồn tích
Chi phí dồn tích là các khoản chi phí đã phát sinh nhưng doanh nghiệp chưa trả như :
- Chi phí tiền lương của tháng, trả đầu tháng sau
- Chi phí dịch vụ sử dụng chưa thanh toán
- Chi phí lãi vay đã phát sinh nhưng chưa đến kỳ trả

Kế toán khi xử lý sẽ ghi nhận với các khoản chi phí trên; cùng với một khoản nợ phải trả.

### Doanh thu dồn tích
Doanh thu dồn tích là các khoản doanh thu đã thực hiện, đã phát sinh nhưng chưa thu được bằng tiền (doanh thu chưa thu tiền). Kế toán khi xử lý sẽ ghi nhận doanh thu đã phát sinh cùng với một khoản nợ phải thu .

### Doanh thu chưa thực hiện
Doanh thu chưa thực hiện là việc nhận trước tiền của khách hàng và cam kết sẽ bán hàng hay thực hiện dịch vụ dẫn tới phát sinh một khoản nợ phải trả .